# Герт Вилдерс
Герт Вилдерс (хол. Geert Wilders; Венло, 6. септембар 1963) је холандски политичар. Активно се бави политиком од 1997. године. Вилдерс је оснивач и вођа холандске Партије за слободу.

## Биографија
Вилдерс је најпознатији по својој критици ислама посебно у свом филму „Фитна” из 2008. године. Вилдерс сматра да се његова политика заснива на јудео-хришћанским вредностима и да се противи „исламизацији Холандије”. Вилдерс се залаже за опорезивање жена које носе бурке, забрану муслиманске имиграције као и против грађења нових џамија. Суђење Вилдерсу због „иницирања мржње и дискриминације” почело је у октобру 2010. године након што је три године раније Вилдерс позивао на забрану Курана упоређујући га са Мајн кампфом. Био му је забрањен улазак на територију Уједињеног Краљевства од 12. фебруара до 13. октобра 2009. године.